# Germigny, Marne

Germigny este o comună în departamentul Marne, Franța. În 2009 avea o populație de 191 de locuitori.